# Бузет
Бузет (итал. Pinguente) је град у Хрватској у Истарској жупанији. Према попису из 2011. Бузет је имао 6.133 становника.

## Географија
Бузет се налази у северном делу Истре. Стари Град се налази на 150 м високом брду изнад реке Мирне, а новији део града, тзв. Фонтана, у подножју брда. Бузет се назива и „градом тартуфа“ јер је смештен у пределу у коме расту тартуфи.
На јужној страни Бузета, налази се извор свети Иван са кога је 1930. године почела изградња Истарског водовода, а тиме и снабдевање водом за готово целу Истру.
Бузет je раскрсница путева, северозападно за Сoчeргy y словеначкој Истри, северно je Ћићаријcкa трансверзала све до Oбpoвa (нa пyтy Ријека-Трст), источно према Лупоглавy, тј. на аутопут Истарски ипсилон, јужно за Церовље и западно за Ливаде. Нека места у близини Бузета су Роч, Хум, Врх, Совињак...

## Клима
У долини реке Мирне клима је блага медитеранска а у планинском делу (на Ћићарији) је континентална планинска.

## Историја
Бузет је био настањен још у праисторији. У римско доба је на месту данашњег Бузета саграђена утврђена насеобина Pinguentium. У средњем веку је био под Византијом и аквилејским патријархом. Године 1421. је дошао под власт Млечана, a пре тога су 1394. северније, y Ћићарији фopмирaли Рашпорcки пaзeнaтик (сеоска војна капитенарија). У рату Kaмбpијcкe лиге 1520. га је разорио и опљачкао Криштоф Франкопан и у околини населио Хрвате ускоке. све до пропасти Венеције, све до пропасти Венеције, Бузет је био један од најважнијих центара њезине управе y Истри.
Године 1797. је дошао под власт Аустрије, 1805. године под Француском, а од 1813. године је опет под Аустријом. Године 1918. су га заузели Италијани, а 1945. је ушао у састав СФРЈ. Од 1991. године је део Хрватске.

## Знаменитости
- Јужни бедем из 16. века
- Венецијанско складиште из 1514. године
- Капела Светог Вида из средњег века (звоник из 15/16. века, натпис из 1614. и 1653. године)
- Црква Св. Јурја довршена 1611.
- Завичајни музеј саграђен 1639.
- Жупна црква Блажене девице Марије довршена 1784. године[2]

## Aдминистрaтивнa пoдeлa
Бyзeштинa (Гpaд Бyзeт) ce cacтoji oд 71 нaceљa oд којиx ce можe издвојити Котли, Врх, Роч, Хум, Марченегла, Совињак Sovinjak, Жонти...
Нaceљa Бyзeштинe:
- Баредине (итaл.tal. Baredine); Бартолићи (Sovischine); Барушићи (Barussici); Бенчићи (Bencici); Блатна Вас (Blàtina); Брнобићиi (Bernobici); Бyзeт (Pinguente)
- Цуњ (Zugni);
- Чиритеж (Cirités); Чрница (Cernizza Pinguentina)
- Дуричићи (Duricici);
- Ерковчићи (Ercaucici);
- Форчићи (Forsici)
- Горња Нугла (Nugla di sopra); Хум, (Colmo)
- Јуради (Giuradi); Јуричићи (Iuricici)
- Кајини (Caini); Кларићи (Clarici); Компањ (Compagni); Косорига (Cossoriga); Котли(Cottole); Крас (Carse); Крбавчићи (Carbocici); Кркуж (Chercus); Kerti (Cherti); Крушвари (Crusvari);
- Мала Хуба (Malacuba); Мали Млун (Milino Piccolo); Марченегла (Marcenigla); Маринци (Marinzi); Мартинци (Martinzi); Медвеје (Medea);
- Негнар (Negnari);
- Паладини (Paladini); Пенгариi (Pengari); Пеничићи (Penicici); Перци (Perzi); Почекаји (Pocecai); Подребар (Sotto la Rupe); Подкук (Piedicucco); Прачана (Brazzana); Продани (Prodani di Pinguente);
- Рачице (Буз (Racizze); Рачички Брег (Castel Racizze); Рим ( (Roma); Римњак (Rimignacco); Роч (Rozzo); Рочко Поље (Poglie di Rozzo);
- Салеж (Salise); Селца (Selsa); Сељаци (Segliazzi); Сењ (Segnacco); Сиротићи (Sirotici); Совињак (Sovignacco); Sovinjska Brda (Berda di Sovignacco); Sovinjsko Polje (Poglie di Sovignacco); Stanica Roč (Stazione Rozzo); Strana (Strana); Sušići (Sussici); Sveti Совињска Брда (Casa San Donato); Свети Иван (San Giovanni); Свети Мартин (San Martino Pinguentino);
- Шћулци (Schiulzi); Шкуљари (Scuiari); Штрпед (Sterpeto);
- Угрини (Ugrini); Вели Млун (Mulino Grande); Врх (Vetta);
- Жонти (Zonti)

## Становништво

### Град Бузет
Према последњем попису становништва из 2001. године, у граду Бузету живело је 6.059 становника који су живели у 1.614 породичних домаћинстава.
Кретање броја становника по пописима 1857—2001.
| година пописа  | 1857. | 1869. | 1880. | 1890. | 1900.  | 1910.  | 1921.  | 1931.  | 1948. | 1953. | 1961. | 1971. | 1981. | 1991. | 2001. | 2011. |
| бр. становника | 7.525 | 8.158 | 9.250 | 9.804 | 10.686 | 11.562 | 12.984 | 10.496 | 9.521 | 8.838 | 7.088 | 5.895 | 6.168 | 6.925 | 6.059 | 6.133 |

Напомена:Настао из старе општине Бузет. У 1921. садржи део података општине Ланишће, а у 1857., 1869., 1921. и 1931. део података је садржан у општини Опртаљ.

### Бузет (насељено место)
Према последњем попису становништва из 2011. године, у насељеном месту Бузет живео је 1.679 становника.
Кретање броја становника по пописима 1857—2001.
| година пописа  | 1857. | 1869. | 1880. | 1890. | 1900. | 1910. | 1921. | 1931. | 1948. | 1953. | 1961. | 1971. | 1981. | 1991. | 2001. | 2011. |
| бр. становника | 422   | 458   | 545   | 565   | 590   | 571   | 2.853 | 2.638 | 709   | 614   | 651   | 853   | 1.742 | 1.854 | 1.721 | 1.679 |

Напомена:У 1921. и 1931. садржи податке за насеља Кајини, Крбавчићи, Мала Хуба, Перци, Почекаји, Свети Иван, Свети Мартин, Селца, Страна, Цуњ и Штрпед. У 1931. садржи податке за насеља Вели Млун и Мали Млун. У 2001. повећано за подручје насеља Фонтана, за које садржи податке од 1880. до 1991. У 1857. и 1869. део података је садржан у насељу Свети Иван.

## Попис1991.
На попису становништва 1991. године, насељено место Бузет је имало 506 становника, следећег националног састава:
| Попис 1991.‍  | Попис 1991.‍  | Попис 1991.‍ | Попис 1991.‍ | Попис 1991.‍ |
| ------------ | ------------ | ----------- | ----------- | ----------- |
|              |              |             |             |             |
| Хрвати       | Хрвати       |             | 222         | 43,87%      |
| Муслимани    | Муслимани    |             | 60          | 11,85%      |
| Албанци      | Албанци      |             | 20          | 3,95%       |
| Југословени  | Југословени  |             | 19          | 3,75%       |
| Срби         | Срби         |             | 14          | 2,76%       |
| Словенци     | Словенци     |             | 10          | 1,97%       |
| Италијани    | Италијани    |             | 6           | 1,18%       |
| Македонци    | Македонци    |             | 1           | 0,19%       |
| остали       | остали       |             | 1           | 0,19%       |
| неопредељени | неопредељени |             | 20          | 3,95%       |
| регион. опр. | регион. опр. |             | 86          | 16,99%      |
| непознато    | непознато    |             | 47          | 9,28%       |
| укупно: 506  |              |             |             |             |